# Кебрачо (Уругвай)
Кебрачо (исп. Quebracho) — город в западной части Уругвая, в департаменте Пайсанду.

## География
Расположен примерно в 52 км к северо-востоку от административного центра департамента, города Пайсанду. Через Кебрачо проходит железная дорога Сальто — Пайсанду. Абсолютная высота — 38 метров над уровнем моря.

## История
15 октября 1963 года согласно акту № 13.167 Кебрачо получил статус городка (Villa).

## Население
Население города по данным на 2011 год составляет 2853 человека.
| Год  | Население |
| ---- | --------- |
| 1908 | 1432      |
| 1963 | 1256      |
| 1975 | 1507      |
| 1985 | 1890      |
| 1996 | 2337      |
| 2004 | 2813      |
| 2011 | 2853      |

Источник: Instituto Nacional de Estadística de Uruguay